# Syrské dráhy

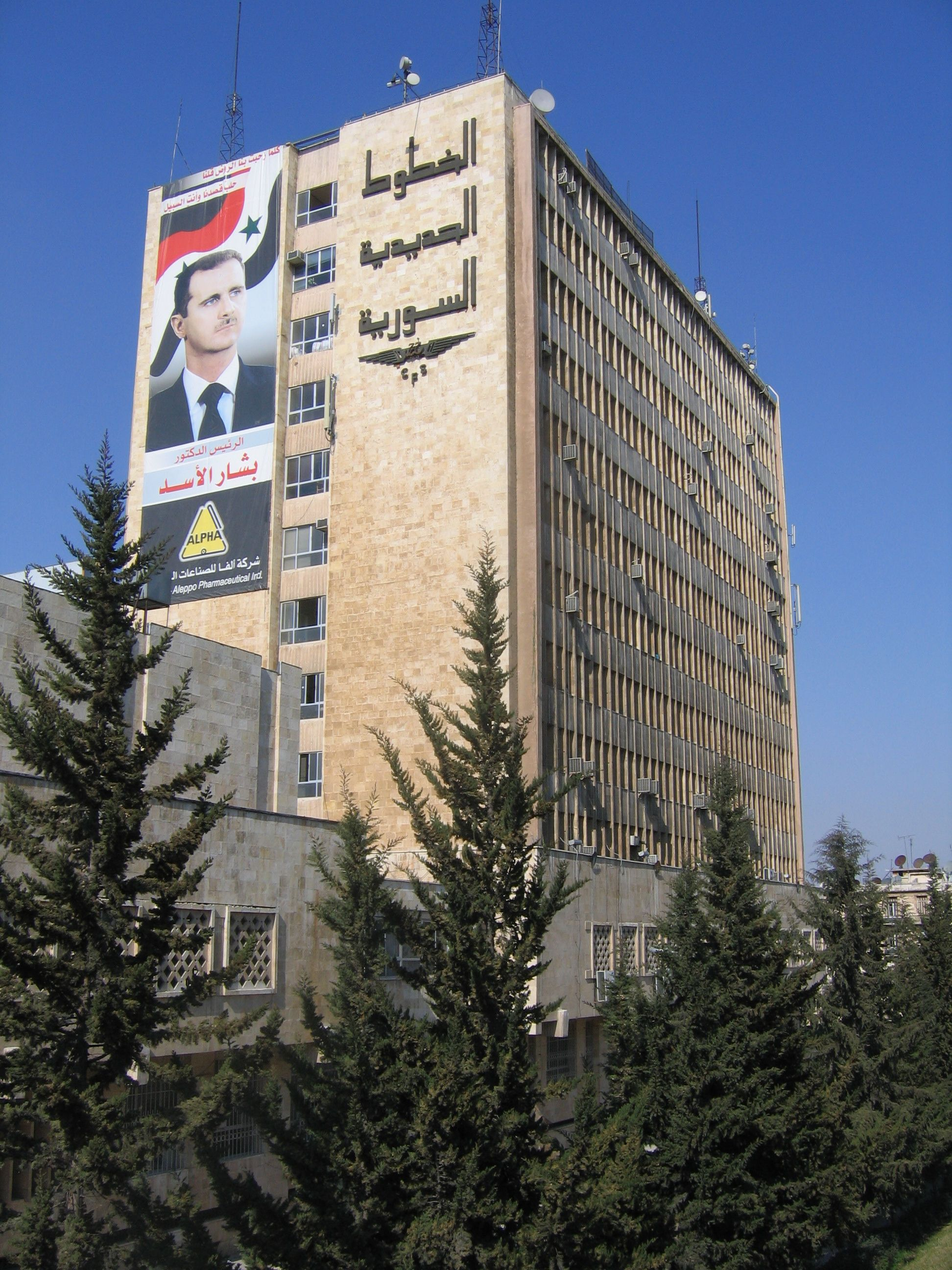
Sídlo Syrských drah v Aleppu

Syrské dráhy (francouzsky Chemins de fer syriens, ve zkratce CFS, anglicky Syrian Railways) je národní železniční dopravce Sýrie. Sídlí v Aleppu. Vznikly znárodněním všech syrských železnic v roce 1956 a následným zřízením Syrských drah 1. ledna 1965. Provozují celkem 2 750 km železničních tratí.